# SAS: Rogue Heroes
SAS: Rogue Heroes és una sèrie dramàtica històrica de televisió britànica creada per Steven Knight, que representa els orígens del Servei Aeri Especial de l'exèrcit britànic (SAS) durant la campanya del desert occidental de la Segona Guerra Mundial. La història és una representació àmpliament precisa d'esdeveniments reals, tal com descriu Ben Macintyre al seu llibre homònim.
El 4 de desembre de 2022, la BBC va confirmar que s'havia encarregat una segona temporada, basada en les operacions de SAS al teatre de guerra europeu, que es va estrenar el primer de gener de 2025.

## Premissa
La narració comença en un hospital del Caire l'any 1941, quan, després d'un exercici d'entrenament fallit, l'oficial de l'exèrcit britànic David Stirling té la idea de crear una unitat de comando especial que podria operar en profunditat darrere de les línies enemigues.

## Producció
El març de 2021, es va anunciar que el rodatge havia començat a la minisèrie de sis parts, amb Connor Swindells, Jack O'Connell, Alfie Allen, Sofia Boutella i Dominic West en els papers protagonistes. La sèrie va ser escrita per Steven Knight i dirigida per Tom Shankland. Al juny, César Domboy es va unir al repartiment. El treball de localització es va fer al Marroc.

## Repartiment
| - Connor Swindells com David Stirling - Jack O'Connell com Paddy Mayne - Alfie Allen com Jock Lewes - Sofia Boutella com Eve Mansour - Dominic West com Dudley Clarke - Tom Glynn-Carney com Sergent Mike Sadler - Amir El-Masry com Dr. Gamal - Theo Barklem-Biggs com Sergent Reg Seekings - Corin Silva com Sergent Jim Almonds - Jacob Ifan com Sergent Pat Riley - Donal Finn com Tinent de Segona Eoin McGonigal - Jacob McCarthy com Caporal Johnny Cooper - Stuart Campbell com Tinent de Segona Bill Fraser - Bobby Schofield com Sergent Dave Kershaw - Nicholas Nunn com Sergent Peter Mitcham - Miles Jupp com Major Alfred Knox | - Virgile Bramly com Capitaine Georges Bergé - César Domboy com Lieutenant Augustin Jordan - Tom Hygreck com Brevet Lieutenant André Zirnheld - Arthur Orcier com Aspirant Marc Halévy - Paul Boche com Sergent Walter Essner - Moritz Jahn com Caporal Herbert Brückner - Adrian Lukis com el Comandant en Cap General Claude Auchinleck - Michael Shaeffer com General Neil Ritchie - Ian Davies com Randolph Churchill - Jason Watkins com Winston Churchill - Anthony Calf com Archibald Stirling - Kate Cook com Margaret Fraser - Isobel Laidler com Mirren Barford - Ralph Davis com Capità Alexander Norton - David Alcock com Mariscal de Camp Jan Smuts |

## Episodis
| Temporada | Temporada | Episodis | Episodis | Dates d’emissió      | Dates d’emissió       | Mitjana d'Espectadors UK (milions) |
| Temporada | Temporada | Episodis | Episodis | Primera emissió      | Última emissió        | Mitjana d'Espectadors UK (milions) |
| --------- | --------- | -------- | -------- | -------------------- | --------------------- | ---------------------------------- |
|           | 1         | 6        | 6        | 30 d'octubre de 2022 | 4 de desembre de 2022 | 5.65                               |
|           | 2         | 6        | 6        | 1 de gener de 2025   | 26 de gener de 2025   | TBA                                |

### Primera Temporada
| Episodi | Títol       | Director      | Guionista     | Data emissió original  | Audiència Regne Unit |
| --- | ----------- | ------------- | ------------- | ---------------------- | -------------------- |
| 1 | «Episode 1» | Tom Shankland | Steven Knight | 30 d'octubre de 2022   | 6.55                 |
| Primavera de 1941. Campanya del nord d'Àfrica. Tobruk es troba assetjat. Frustrat amb com l'alt comandament militar fa anar la guerra, els tinents Stirling i Lewes formulen un pla per llançar homes en paracaigudes al desert, per a que ataquin les forces enemigues darrera les línies. |             |               |               |                        |                      |
| 2 | «Episode 2» | Tom Shankland | Steven Knight | 6 de novembre de 2022  | 5.63                 |
| Mentre es recupera a l'hospital, Stirling pensa en la idea de Lewes d'atacar l'enemic des de la rereguarda i prepara un pla per tenir l'aprovació de la seva unitat del General Auchinleck a la Caserna General. |             |               |               |                        |                      |
| 3 | «Episode 3» | Tom Shankland | Steven Knight | 13 de novembre de 2022 | 5.67                 |
| Els nous membres del SAS realitzen una desatrossa primera missió que es devastadora per a la unitat. Determinats a provar que la seva estratègia funciona, es preparen per tornar-ho a intentar. |             |               |               |                        |                      |
| 4 | «Episode 4» | Tom Shankland | Steven Knight | 20 de novembre de 2022 | 5.16                 |
| La reputació del SAS s'estén entre les forces italianes i alemanyes, una missió resulta en una devastadora pèrdua per a l'equip en morir Jock Lewes. |             |               |               |                        |                      |
| 5 | «Episode 5» | Tom Shankland | Steven Knight | 27 de novembre de 2022 | 5.58                 |
| Paddy inicia un grup de soldats francesos en els mètodes poc ortodoxos d'entrenament del SAS mentre que Stirling encapçala un atac a Bengasi acompanyat pel fill del primer ministre, Randolf Churchill. |             |               |               |                        |                      |
| 6 | «Episode 6» | Tom Shankland | Steven Knight | 4 de desembre de 2022  | 5.33                 |
| Una trobada a El Cairo amb Winston Churchill fa que el SAS s'embarqui en la seva operació més arriscada fins a la data, atacant simultàniament diversos aeròdroms al nord d'Àfrica i a Creta per protegir un comboi que es dirigeix a Malta. Mentre que l'èxit fa que el SAS obtingui un estatus oficial, Stirling rep una notícia terrible. Finalment, Stirling és capturat pels alemanys i Paddy Mayne queda al comandament del SAS. |             |               |               |                        |                      |

## Emissió
La sèrie es va estrenar a BBC One el 30 d'octubre de 2022 al Regne Unit. Simultàniament va fer el seu debut als Estats Units a Epix.
El primer episodi es va veure 5.526.000 vegades només a iPlayer durant el 2022, el que el va convertir en el cinquè programa individual més vist de la plataforma aquell any.

## Recepció
Escrivint a The Guardian, Antony Beevor va comentar que la sèrie era una "visió imperdible" i que "va aconseguir l'equilibri correcte d'irreverència i admiració amb un contrast brillant en els personatges".
El lloc web de l'agregador de ressenyes Rotten Tomatoes va informar d'una puntuació d'aprovació del 100% amb una puntuació mitjana de 8,3/10, basada en 12 crítiques. El consens crític del lloc web va dir: "Amb un repartiment fantàstic que habita aquesta llista de simpàtics mal parits, Rogue Heroes és un divertit retrocés a històries d'aventures brutes." Metacritic va donar a la sèrie una puntuació mitjana ponderada de 78 sobre 100 basat en set crítiques, indicant "crítiques generalment favorables
SAS: Rogue Heroes va ser la sisena sèrie dramàtica del Regne Unit més vista del 2022 i la quarta més popular de l'any a la BBC.

## Exactitud històrica
Al començament de cada episodi, l'espectador s'informa que la sèrie està "basada en una història real" i que "els esdeveniments representats que semblen més increïbles... són majoritàriament certs".
A diferència del trio principal de Stirling, Mayne i Lewes, el personatge d'Eve Mansour és fictici. Tanmateix, Sofia Boutella, que interpreta el personatge, assenyala com la creació del seu personatge està influenciada per dones espies de la vida real com Noor Inayat Khan o Virginia Hall.
Com va assenyalar l'historiador militar Antony Beevor, tot i que els esdeveniments al voltant de la creació del SAS "sen dubte desafien la creença", és cert que es van prendre "algunes llibertats amb el registre precís", per exemple, en el guió d'una associació romàntica entre David Stirling i Mansour, l'agent d'intel·ligència francesa. No obstant això, la seva opinió era que es tractava "principalment d'addicions, que concretaven personatges i context", en lloc de ser "distorsions" significatives dels fets.
Billy Foley (escrivint a in The Irish News) va ser una mica més crític amb la llicència artística emprada, particularment en la representació de Paddy Mayne. Lluny de ser "un home brutal i rude que va ser menyspreat per l'aristocràcia de la seva Newtownards natal i menyspreat la classe d'oficials de l'exèrcit britànic", Foley va assenyalar que la classe aparentment treballadora Mayne va néixer de fet en una família terratinent, va anar a l'escola secundària, va jugar a rugbi amb els Lions britànics i irlandesos i va estudiar a la Queen's University de Belfast abans de qualificar-se com a advocat. L'historiador Damien Lewis també va dir que era una "tonteria" retratar a Mayne com un "pinxo i borratxo", quan "es preocupava apassionadament pels homes que comandava".